# Acolapissa
Les Acolapissa forment plusieurs tribus amérindiennes vivant autour de la vallée de la rivière aux Perles aux limites actuelles des États de la Louisiane et du Mississippi.

## Histoire

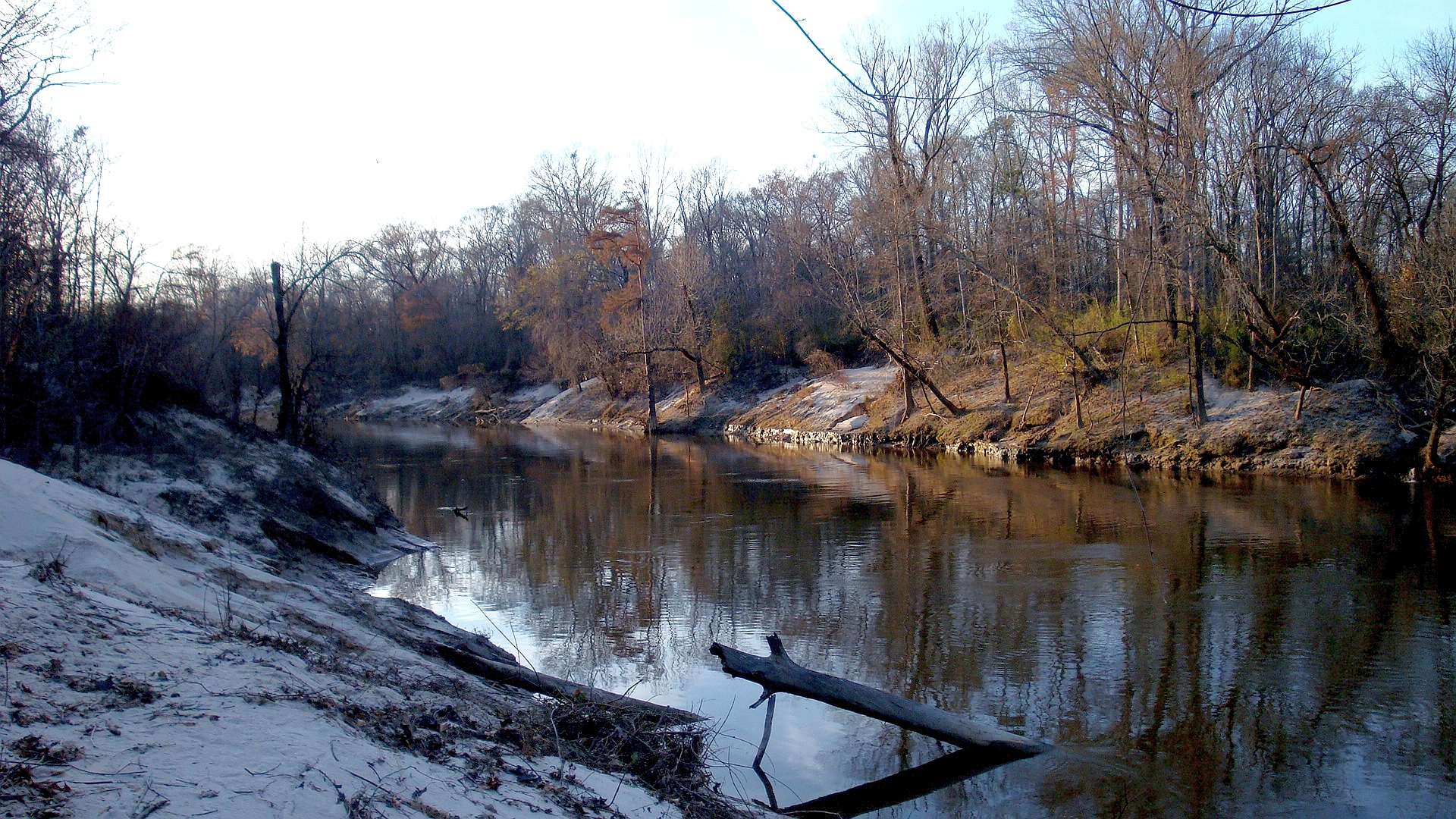
La vallée de la rivière aux Perles en hiver.

Au XVIIe siècle, les Acolapissa vivaient le long de la vallée de la rivière aux Perles au côté de la tribu des Tangipahoa, quand, en 1682, les explorateurs René-Robert Cavelier de La Salle et Henri de Tonti entreprirent une nouvelle expédition depuis les territoires septentrionaux du Canada en Nouvelle-France et descendirent le fleuve Mississippi jusqu'au bassin du Mississippi et son accès au golfe du Mexique. En 1699, Pierre LeMoyne d'Iberville débarque dans la baie de Mobile explore la région peuplée par les tribus Tunica-Biloxi jusqu'au fleuve Mississippi en traversant la rivière aux Perles. Il fonde en 1702 le Fort Louis de la Mobile. 
Au début du XVIIIe siècle, l'arrivée de nombreux colons français en Louisiane française, les obligent à migrer vers le lac Pontchartrain et la région de la future ville de La Nouvelle-Orléans. Lors de la fondation de la ville de La Nouvelle-Orléans, les Acolapissa se déplacèrent chez les tribus voisines des Houmas et de Pointe-au-Chien au Sud-Ouest de la Nouvelle-Orléans ainsi qu'avec les tribus des Chitimachas, des Atakapas et des Biloxi. Ils sont aujourd'hui intégrés comme membres de la Nation Houmas.
Les Acolapissa parlent une langue muskogéenne une des nombreuses langues amérindiennes. Leur langage est proche de ceux des Chactas et des Chicachas. En langue Chacata, le nom Acolapissa signifie « Ceux qui écoutent et regardent ».